# Joseph ben Judah ibn Aknin
Pour les articles homonymes, voir Aknin.
Ne pas confondre avec Joseph ben Judah de Ceuta, (1160-1226), disciple de Moïse Maïmonide, l'auteur du Guide des Égarés.
Joseph ben Judah ibn Aknin (né à Barcelone (Espagne) en 1150 - mort en 1220) est un philosophe, poète et écrivain juif du XIIIe siècle, auteur de nombreux traités, essentiellement sur la Mishna et le Talmud. Il s'installe à Fès (Maroc) en tant que Crypto-judaïste.

## Ouvrages

### Sefer Musar (Livre sur la morale)
Commentaire sur le Pirke Avot semblable à celui de Maïmonide.

### Tabb al-Nufus (Hygiène des âmes et thérapie de Ailing Souls)
Livre sur la psychologie, avec des chapitres sur l'amitié, la parole et le silence, garder un secret, le mensonge, la nourriture et la boisson, l'ascétisme, l'éducation, les besoins et le destin de l'âme, les persécutions et la réponse appropriée, ainsi que le repentir. Le chapitre sur l'éducation fait valoir une étude de la logique et de la science avant l'âge de trente ans, et une éducation traditionnelle avec de fortes convictions religieuses. L'identité de l'auteur de "Tabb al-Nufus" avec Ibn Aknin a été mise en doute.

### Shumus al-Anwar wel Kunuz al-Asrar (trésors secrets et les lumières lumineuses)
Commentaire sur le Cantique, dont le traitement de chaque verset possède trois niveaux: au niveau littéral, citant grammairiens contemporains pour expliquer chaque mot sur le parchemin, à un niveau rabbinique, sur la base des textes midrashiques, symbolisant le peuple les relations d'Israël avec Dieu; et à un niveau allégorique, décrivant l'âme qui cherche à s'unir à l'intellect, soutenu par les poètes juifs et arabes, et la philosophie de Al-Fârâbî et Avicenne.